# Copdock and Washbrook
Copdock and Washbrook est une localité anglaise du district de Babergh, située dans le comté du Suffolk au Royaume-Uni.